# 無想山駅
無想山駅（むそうさんえき）は、南京市溧水区清水塘線の西北部にある、南京地下鉄S7号線の駅である。
南京地下鉄S7号線の駅では最南端に位置する駅である。

## 駅名
駅名については、事業着手当初は南京地下鉄集団は無想山のあたりに当駅が位置することから「無想山駅」の仮称を用いており、2017年10月11日に駅名が「無想山駅」に決定したことが発表された。

## 歴史
- 2017年6月20日に駅名が第一次公示された[1]。
- 2017年10月11日に駅名が第二次公示された[2]。

- 2018年5月26日S7号線の駅として開業。

## 駅構造

### のりば
| 番線 | 路線             | 行先            | 行先              |
| ---- | ---------------- | --------------- | ----------------- |
|      | 南京地下鉄S7号線 | 群力・柘塘 方面 | 空港新城江寧 行き |

### 改札・出入口
- 1号出入口:エスカレーター・秦淮大道の東側
- 2号出入口:秦淮大道の東側
- 3号出入口:エスカレーター・秦淮大道の西側
- 4号出入口:無想山・秦淮大道の西側

## 駅周辺
- 無想寺
- 馬鞍山
- 烏王山
- 正山
- 王山

## 隣の駅
南京地下鉄
■S7号線
幸荘駅- 無想山駅- ■